# Em-eukal

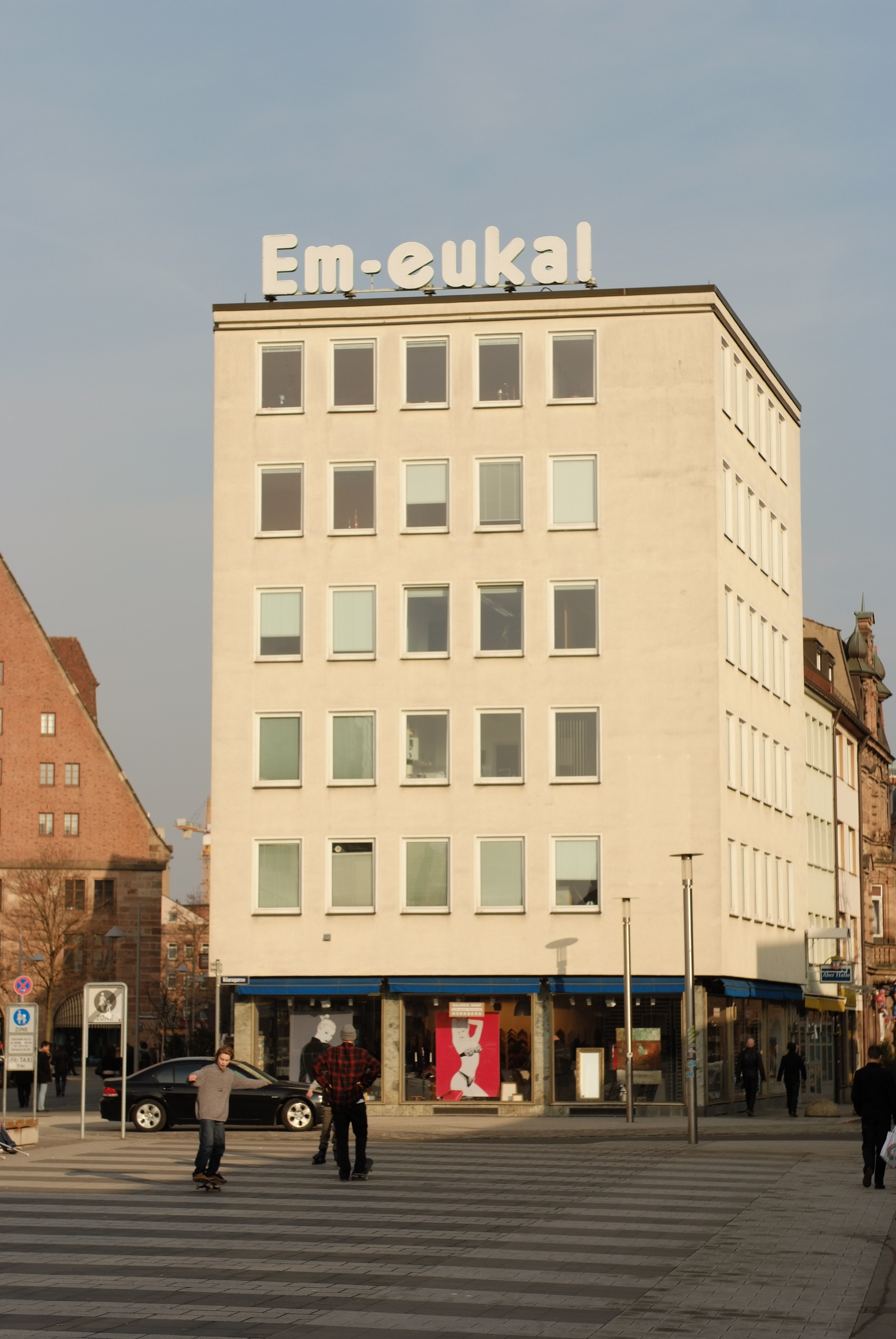
Em-eukal-Werbung an einem Gebäude in Nürnberg

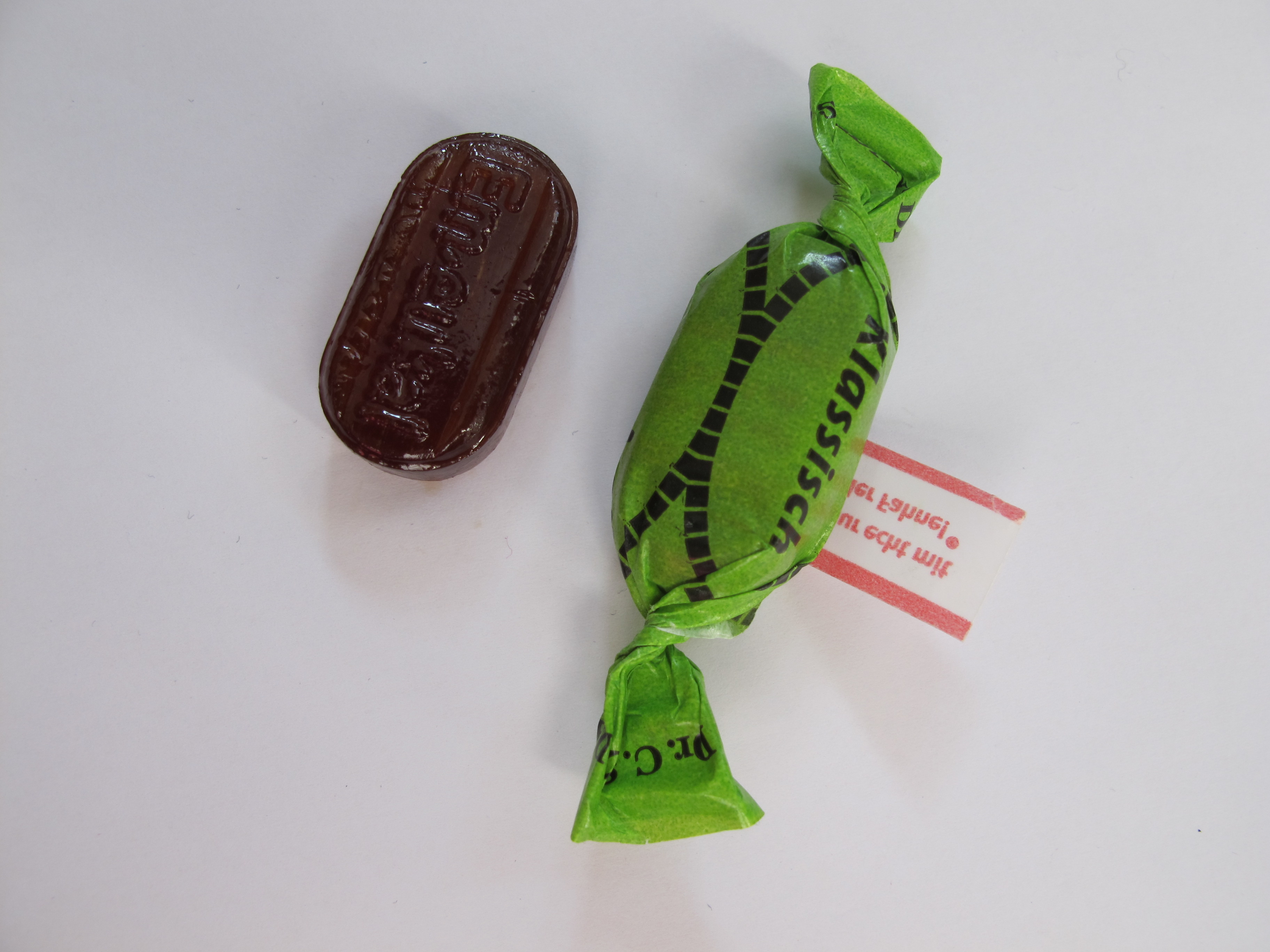
Em-eukal mit der klassischen Fahne

Em-eukal ist ein Markenname des Familienunternehmens Dr. C. Soldan aus Adelsdorf.
Anfang des 20. Jahrhunderts entwickelte der Apotheker Dr. Carl Soldan die Em-eukal Bonbonrezeptur  mit Menthol (Em-) und Eukalyptus (-eukal), die ab 1923 als Arzneimittel vermarktet wurde. Im Jahr 1972 kam zusätzlich Kinder Em-eukal auf den Markt. Seit 2015 gibt es Em-eukal und Kinder Em-eukal auch als Gummidrops zum Kauen.
Heute werden die Bonbons in Apotheken, Drogeriemärkten und im Lebensmitteleinzelhandel verkauft.

## Markenzeichen
Em-eukal wurde 1928 als Marke eingetragen.
Ebenfalls eingetragenes Markenzeichen der Bonbons ist ein weiß-rotes Band mit der Beschriftung „Nur echt mit der Fahne“, das ursprünglich als Hygieneschutz gedacht war. Mit dem Band unter der Verpackungshülle sollten Bergleute, die an der Staublunge oder Bronchialbeschwerden litten, den „Bonbonwickler“ mit schmutzigen Händen aufreißen können, ohne das Bonbon selbst anfassen zu müssen. Em-eukal Klassisch wurde Bergleuten bis in die 1950er-Jahre verschrieben.
Das Bild eines kleinen Jungen auf der Verpackung von Kinder Em-eukal ist als Bildmarke geschützt.
Die Marke Em-eukal wurde in der Marketing- und der Lebensmittelindustrie mehrfach ausgezeichnet.